# Vương Tự Dụng
Vương Tự Dụng (tiếng Trung: 王自用; bính âm: Wáng Zìyòng, ? – 1633), người Tuy Đức (có thuyết là Nghi Xuyên), Thiểm Tây, còn có tên là Vương Hòa Thượng, xước hiệu là Tử Kim Lương, một trong những thủ lĩnh đầu tiên của phong trào khởi nghĩa nông dân cuối đời Minh.

## Quá trình hoạt động
Năm Sùng Trinh đầu tiên (1628), ông cùng bọn "Hỗn thiên vương" khởi nghĩa, về sau gia nhập nghĩa quân Vương Gia Dận. Năm thứ 4 (1631), Gia Dận bị hại, Tự Dụng được đề cử làm minh chủ, hoạt động ở một dải bắc bộ Hà Nam. Năm thứ 6 (1633), nghĩa quân giao tranh với quan quân ở Vũ An, ông bị thương, trốn vào trong núi rồi mất . Tàn dư nghĩa quân hơn 2 vạn người theo về với Lý Tự Thành.